# Laura Lardani
Laura Lardani (* 1. September 1983) ist eine italienische ehemalige Inline-Speedskaterin. Sie begann im Alter von sechs Jahren mit dem Inlineskaten.
Ihre ersten internationalen Erfolge erzielte sie bei der EM 2001 in Paços de Ferreira, wo sie über 1500 und 3000 Meter zweimal Silber gewann.
Ein Jahr später holte sie bei der EM 2002 in Grenade-sur-l’Adour ihre ersten EM-Titel. Sie gewann über 3000 Meter und in der Staffel.
2003 gab Lardani ihr Debüt im World-Inline-Cup, wo sie für verschiedene Profi-Teams von Rollerblade startete. Neben ihren zahlreichen Weltcupsiegen gewann sie 2005 und 2007 zweimal die Weltcup-Gesamtwertung.
2009 konnte Lardani bei der WM in Haining erstmals in ihrer Karriere einen WM-Titel erringen. Sie gewann das Ausscheidungsrennen über 15.000 Meter in neuer Weltrekordzeit.
2011 ist Lardani vom aktiven Sport zurückgetreten, um sich ganz ihrem Studium und Beruf zu widmen. Sie hat ein Wirtschaftsstudium abgeschlossen und arbeitet in Ascoli Piceno.
| Personendaten    | Personendaten              |
| ---------------- | -------------------------- |
| NAME             | Lardani, Laura             |
| KURZBESCHREIBUNG | italienische Speedskaterin |
| GEBURTSDATUM     | 1. September 1983          |